# Fred Hopkin
Fred Hopkin (ur. 23 września 1895, zm. 5 marca 1970) – angielski piłkarz, który występował na pozycji pomocnika.

## Kariera klubowa
Karierę rozpoczął w Darlington, skąd w lutym 1919 przeszedł do Manchesteru United, w którym zadebiutował 30 sierpnia 1919 w spotkaniu przeciwko Derby County, a pierwszą bramkę dla United zdobył 11 października 1919 w zremisowanych 3:3 derbach Manchesteru na Hyde Road. W United grał przez dwa sezony.
W maju 1921 został zawodnikiem Liverpoolu. Debiut w barwach nowego klubu zaliczył 27 sierpnia 1921 w przegranym 0:3 meczu z Sunderlandem na Roker Park. W pierwszym sezonie występów na Anfield zdobył mistrzostwo kraju. Rok później powtórzył to osiągnięcie. Łącznie jako piłkarz Liverpoolu wystąpił 360 razy i zdobył 12 bramek. W sezonie 1931/1932 grał ponownie w Darlington.

## Sukcesy
Liverpool
- Mistrzostwo Anglii (2): 1921/1922, 1922/1923